# Peth Umri
Peth Umri es una ciudad y  municipio situada en el distrito de Nanded en el estado de Maharashtra (India). Su población es de 13501 habitantes (2011). Se encuentra a 43 km de Nanded Waghala.

## Demografía
Según el censo de 2011 la población de Peth Umriera de 13501 habitantes, de los cuales 6868 eran hombres y 6633 eran mujeres. Peth Umri tiene una tasa media de alfabetización del 76,37%, inferior a la media estatal del 82,34%: la alfabetización masculina es del 84,84%, y la alfabetización femenina del 67,72%.